# Heinrich Sprenger
Heinrich Carl Justus Sprenger (* 13. November 1803 in Jever, Herzogtum Oldenburg; † 6. April 1878 in Delmenhorst) war ein deutscher Jurist und Politiker.

## Leben
Als Sohn eines Kommissionsrats und Apothekers geboren, besuchte Sprenger die Lateinschule in Jever und studierte dann Rechtswissenschaften in Göttingen und Heidelberg. Während seines Studiums wurde er 1820 Mitglied des Corps Frisia Göttingen. Ab 1825 war er als Advokat in Jever tätig und arbeitete als Sekretär bei der Justizkanzlei, dem Konsistorium und dem Generaldirektorium des Armenwesens in Eutin. Nachdem er 1830 seine Examina bestanden hatte, wurde er 1831 Landesgerichtsassessor beim Landgericht Jever. Ab 1834 war er in Delmenhorst tätig. 1851 ging er in den Ruhestand.
Von 1848 bis 1851 gehörte er als liberaler Abgeordneter dem Oldenburgischen Landtag an. 1848 war er als Wahlmann für die Frankfurter Nationalversammlung tätig, 1849 als Mitglied und Schriftführer der Verfassungsgebenden Synode. 